# Almodôvar
Almodôvar (aɫmu'dovaɾ) è un comune portoghese di 8 145 abitanti situato nel distretto di Beja.

## Società

### Evoluzione demografica
| Popolazione di Almodôvar (1801 – 2004) | Popolazione di Almodôvar (1801 – 2004) | Popolazione di Almodôvar (1801 – 2004) | Popolazione di Almodôvar (1801 – 2004) | Popolazione di Almodôvar (1801 – 2004) | Popolazione di Almodôvar (1801 – 2004) | Popolazione di Almodôvar (1801 – 2004) | Popolazione di Almodôvar (1801 – 2004) | Popolazione di Almodôvar (1801 – 2004) |
| -------------------------------------- | -------------------------------------- | -------------------------------------- | -------------------------------------- | -------------------------------------- | -------------------------------------- | -------------------------------------- | -------------------------------------- | -------------------------------------- |
| 1801                                   | 1849                                   | 1900                                   | 1930                                   | 1960                                   | 1981                                   | 1991                                   | 2001                                   | 2004                                   |
| 5945                                   | 8215                                   | 11089                                  | 14180                                  | 16028                                  | 10637                                  | 8999                                   | 8145                                   | 7650                                   |

## Freguesias
- Aldeia dos Fernandes
- Almodôvar
- Gomes Aires
- Rosário
- São Barnabé
- Santa Clara-a-Nova
- Santa Cruz
- Senhora da Graça de Padrões